# Euskaltel-Euskadi/2000
Deze pagina geeft een overzicht van de wielerploeg Euskaltel-Euskadi in 2000.

## Algemeen
Sponsors: Euskaltel (Telefonieaanbieder), Euskadi (Baskische overheid)
Algemeen manager: Miguel Madariaga
Ploegleiders: Julián Gorospe, Rubén Gorospe, Gérard Rué, Tomás Amezaga
Fietsen: Orbea

## Renners
| Naam                    | Geboortedatum | Nationaliteit | Ploeg 1999                     |
| ----------------------- | ------------- | ------------- | ------------------------------ |
| Pedro Arreitunandia     | 24-07-1974    | Spanje        |                                |
| Gorka Arrizabalaga      | 14-04-1977    | Spanje        |                                |
| Mikel Artetxe           | 24-09-1976    | Spanje        |                                |
| Ángel Castresana        | 29-02-1972    | Spanje        |                                |
| Íñigo Chaurreau         | 14-04-1973    | Spanje        |                                |
| Txema del Olmo          | 26-04-1973    | Spanje        |                                |
| Rubén Díaz de Cerio     | 25-05-1976    | Spanje        | Neoprof                        |
| Unai Etxebarria*        | 21-09-1972    | Venezuela     |                                |
| Bingen Fernández        | 15-12-1972    | Spanje        |                                |
| Igor Flores             | 05-12-1973    | Spanje        |                                |
| Iker Flores             | 28-07-1976    | Spanje        |                                |
| Gorka Gerrikagoitia     | 07-12-1973    | Spanje        |                                |
| Ramón González Arrieta  | 12-05-1967    | Spanje        |                                |
| Iñaki Isasi             | 20-04-1977    | Spanje        | Cantanhede-Marques de Marialva |
| Aitor Kintana           | 15-05-1975    | Spanje        |                                |
| Roberto Laiseka         | 17-06-1969    | Spanje        |                                |
| Alberto López de Munain | 12-03-1973    | Spanje        |                                |
| José Alberto Martínez   | 10-09-1975    | Spanje        |                                |
| Iban Mayo               | 19-08-1977    | Spanje        | Neoprof                        |
| Mikel Pradera           | 06-03-1975    | Spanje        |                                |
| Samuel Sánchez          | 05-02-1978    | Spanje        | Neoprof                        |
| Aitor Silloniz          | 17-02-1977    | Spanje        |                                |
| Josu Silloniz           | 08-02-1978    | Spanje        | Neoprof                        |
| Haimar Zubeldia         | 01-04-1977    | Spanje        |                                |

* Hoewel Unai Etxebarria op een Venezolaanse licentie rijdt, is hij van Baskische afkomst en mag daarom statutair voor Euskaltel rijden.

## Belangrijke overwinningen
| GP Jornal de Noticias 1e etappe: Mikel Artetxe 4e etappe: Mikel Artetxe Eindklassement: Mikel Artetxe Klasika Primavera Winnaar: Unai Etxebarria Ronde van de Toekomst 8e etappe: Aitor Kintana 9e etappe: Iker Flores Eindklassement: Iker Flores Ronde van Spanje 11e etappe: Roberto Laiseka Critérium du Dauphiné Proloog: Alberto López de Munain Ronde van Asturië 1e etappe: Alberto López de Munain Ronde van Burgos 1e etappe: José Alberto Martínez Euskal Bizikleta 4e etappe, deel B: Haimar Zubeldia Eindklassement: Haimar Zubeldia |

1994 · 1995 · 1996 · 1997 · 1998 · 1999 · 2000 · 2001 · 2002 · 2003 · 2004 · 2005 · 2006 · 2007 · 2008 · 2009 · 2010 · 2011 · 2012 · 2013